# Giuseppe Francesco Blais
Giuseppe Francesco Blais (Exilles, 3 febbraio 1823 – Susa, 7 ottobre 1889) è stato un funzionario italiano.
Ha servito prima nel Regno di Sardegna e poi nel Regno d'Italia.

## Biografia

### Carriera
Nominato Volontario Demaniale con elenco Ministeriale del 16 giugno 1841, è stato poi incaricato della reggenza dell'Ufficio di Andorno nel novembre 1844.

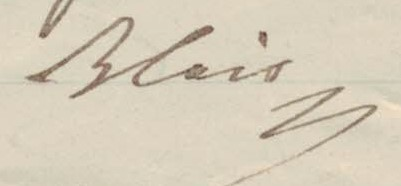
firma

Nominato segretario con Decreto Reale il 16 settembre 1845, ha svolto i suoi incarichi in Piemonte e in Savoia, precisamente a Borgonuovo, Fenestrelle, Bourg-Saint-Maurice, La Rochette, Cluses, e Pont-de-Beauvoisin.  Conservatore delle ipoteche con Brevetto Reale del 3 aprile 1859, viene destinato all'ufficio di Saint-Julien fino al 1860: in lingua francese la sua funzione era quella di insinuateur. Viene poi trasferito a Chambéry per curare il passaggio delle consegne del registro catastale all'amministrazione francese, in seguito all'annessione della Savoia come stipulato dai patti di Plombières.
Successivamente viene chiamato alle Conservatorie delle ipoteche prima di Aosta e poi di Susa (1863), dove viene messo in congedo nel 1876.

### Vita privata
Battezzato Joseph François lo stesso giorno della nascita, si è sposato con Adele Grasset nel 1853. Ha avuto come testimone il deputato Antonio Louaraz d'Arville. È stato padre di 6 figli: tra questi il pittore Eugenio e il Generale Giulio. È stato nonno dell'Ufficiale Valerio Vallero e della letterata Valeria Blais, e bisnonno del Generale Giorgio Blais. Nel 1866 era sottoscrittore di una polizza sulla vita presso la Gresham Life Assurance.
Il Blais era proprietario di una casa in borgo dei Nobili, che venne inserita nell'elenco dei monumenti nazionali del 1902.